# Malé Kozmálovce
Malé Kozmálovce (hongrois : Kisölved) est un village de Slovaquie situé dans la région de Nitra.

## Histoire
Première mention écrite du village en 1372.

## Démographie

### Évolution de la population
| Année:               | 1994. | 2004. | 2014.   | 2024.   |
| -------------------- | ----- | ----- | ------- | ------- |
| Nombre de personnes: | 0     | 368   | 366     | 373     |
| Différence:          |       | –     | -0,54 % | +1,91 % |

| Année:               | 2023. | 2024.   |
| -------------------- | ----- | ------- |
| Nombre de personnes: | 377   | 373     |
| Différence:          |       | -1,06 % |